# Monze (Aude)
Monze é uma comuna francesa na região administrativa de Occitânia, no departamento de Aude. Estende-se por uma área de 13,96 km². Em 2010 a comuna tinha 232 habitantes (densidade: 16,6 hab./km²).